# Спрайт (мълния)
 Тази статия е за атмосферното явление.  За газираната напитка вижте Спрайт.  
Спрайт (на английски: Sprite) е рядък вид светкавичен заряд. Прилича на мълния, падаща надолу от облак.

## Описание на явлението
Спрайтът се наблюдава трудно, но се появява почти във всяка мълния на височина от 55-130 km. За сравнение, обикновените мълнии се образуват на височина не повече от 16 км. Явлението за първи път e наблюдавано на 6 юни 1989 случайно, при изпробването на нов вид телескоп. До днес за физическата природа на спрайтовете е известно много малко.
Според геофизика от Университета в Тел Авив Колин Прайс мълнията по време на електрическа буря може да създаде поле с голямо електрическо напрежение в пространството над себе си, което да създаде странни форми, т.нар. спрайтове. Специфични разновидности на мълнията могат да създадат този ефект навсякъде в атмосферата.
По-късно са открити и други явления, подобни на спрайтовете, като например сини искри и елфи.